# Belvedere (arhitektura)
Belvedere ali belvidere (v italijanščini pomeni 'lep pogled'; v SSKJ kraj, prostor z lepim razgledom) je arhitekturna zgradba, ki je namenjena izkoriščanju lepega ali slikovitega razgleda. Medtem ko je belvedere mogoče zgraditi v zgornjem delu stavbe, je dejanska zgradba lahko kakršne koli oblike, bodisi stolp, kupola ali odprta galerija. Lahko gre za ločen paviljon na vrtu ali pa se izraz uporablja za tlakovano teraso z dobrim razgledom, vendar brez dejanske stavbe.
Uporablja se lahko tudi za celotno stavbo, na primer v Belvedere na Dunaju, velika palača ali grad Belvedere, okrasna zgradba v New Yorku.
Na pobočju nad Vatikansko palačo je Antonio del Pollaiuolo zgradil majhen paviljon, imenovan palazzetto ali Belvedere za papeža Inocenca VIII.. Nekaj let pozneje je Donato Bramante po naročilu papeža Julija II. Vatikan povezal z Belvederjem z ustanovitvijo Cortile del Belvedere ('dvorišče Belvedera'), v katerem je stal Apolon Belvederski, med najbolj znanimi antičnimi skulpturami. S tem se je začela moda belvederjev v 16. stoletju.

## Splošna referenca
- Roth, Leland M. (1993). Understanding Architecture: Its Elements History and Meaning. Oxford, UK: Westview Press. str. 342–3. ISBN 0-06-430158-3.